# Campeonato Sul-Americano de Rugby de 2016 - Divisão C
O Campeonato Sul-Americano de Rugby de 2016 - Divisão C foi a quinta edição deste torneio, então organizado pela Sudamérica Rugby (SAR), que assumiu as competências que eram da CONSUR. A sede deste evento foi a Guatemala, com as partidas tendo sido realizadas em sua capital.
O selecionado guatemalteco conquistou o bi-campeonato deste torneio, e com ele a vaga na repescagem por uma vaga no Sul-Americano B para a temporada de 2017.

## Participantes e regulamento
Nesta sua quinta edição, o Sul-Americano Divisão C contou com quatro participantes. Além da Guatemala (a nação anfitriã deste evento), se fizeram presentes as representações de Costa Rica, El Salvador e Panamá. Todos se enfrentaram em turno único. Ao final das três rodadas, a equipe que somasse mais pontos conquistaria o título.
O campeão deste torneio assegurou sua ida para a repescagem, em uma disputa que valeria uma vaga no Sul-Americano Divisão B para 2017.

## Repescagem
Antes de começar este Sul-Americano C, era necessário conhecer o seu último integrante. Para tanto, foi realizada a repescagem entre o último colocado do Sul-Americano B de 2015 (Equador) e o campeão do Sul-Americano C de 2015 (Guatemala).
O resultado definiu a permanência de ambas as equipes, em suas respectivas categorias de origem, para o restante da temporada de 2016.
| 27 de agosto de 2016 |         |           |                                           |
| Equador              | 26 - 25 | Guatemala | Estádio Modelo Alberto Spencer, Guayaquil |
|                      | Reporte |           | Estádio Modelo Alberto Spencer, Guayaquil |

## Partidas da Divisão C de 2016
Seguem-se, abaixo, as partidas disputadas pelo Campeonato Sul-Americano Divisão C de 2016 (SMC 2016).

### 1ª rodada
| 4 de dezembro de 2016 |         |           |                                              |
| Panamá                | 0 - 72  | Guatemala | Estádio Doroteo Guamuch, Cidade da Guatemala |
|                       | Reporte |           | Estádio Doroteo Guamuch, Cidade da Guatemala |

| 4 de dezembro de 2016 |         |             |                                              |
| Costa Rica            | 53 - 22 | El Salvador | Estádio Doroteo Guamuch, Cidade da Guatemala |
|                       | Reporte |             | Estádio Doroteo Guamuch, Cidade da Guatemala |

### 2ª rodada
| 7 de dezembro de 2016 |         |             |                                              |
| Guatemala             | 53 - 0  | El Salvador | Estádio Doroteo Guamuch, Cidade da Guatemala |
|                       | Reporte |             | Estádio Doroteo Guamuch, Cidade da Guatemala |

| 7 de dezembro de 2016 |         |        |                                              |
| Costa Rica            | 41 - 10 | Panamá | Estádio Doroteo Guamuch, Cidade da Guatemala |
|                       | Reporte |        | Estádio Doroteo Guamuch, Cidade da Guatemala |

### 3ª rodada
| 10 de dezembro de 2016 |         |             |                                              |
| Panamá                 | 39 - 19 | El Salvador | Estádio Doroteo Guamuch, Cidade da Guatemala |
|                        | Reporte |             | Estádio Doroteo Guamuch, Cidade da Guatemala |

| 10 de dezembro de 2016 |         |           |                                              |
| Costa Rica             | 16 - 24 | Guatemala | Estádio Doroteo Guamuch, Cidade da Guatemala |
|                        | Reporte |           | Estádio Doroteo Guamuch, Cidade da Guatemala |

### Classificação Final
| Seleção     | Vitórias | Empates | Derrotas | Pontos a favor | Pontos contra | Saldo | Pontos totais |
| ----------- | -------- | ------- | -------- | -------------- | ------------- | ----- | ------------- |
| Guatemala   | 3        | 0       | 0        | 149            | 16            | +133  | 9             |
| Costa Rica  | 2        | 0       | 1        | 110            | 56            | +54   | 6             |
| Panamá      | 1        | 0       | 2        | 49             | 132           | -83   | 3             |
| El Salvador | 0        | 0       | 3        | 41             | 145           | -104  | 0             |

- Critérios de pontuação: vitória = 3, empate = 1, derrota = 0.
- Com esta conquista, a Guatemala qualificou-se para a repescagem, por uma vaga no Sul-Americano B de 2017.[6]

## Campeão da Divisão C 2016
| Campeonato Sul-Americano de Rugby 2016 Divisão C |
| ------------------------------------------------ |
| Guatemala Campeão (2º título)                    |